# Distretto di Na Muen
Il distretto di Na Muean (in thailandese: นาหมื่น) è un distretto (amphoe) della Thailandia, situato nella provincia di Nan.